# Haselstein (Wasgau)
Der Haselstein ist ein 390 m ü. NHN hoher Berg im südlichen Pfälzerwald. Er liegt im rheinland-pfälzischen Landkreis Südwestpfalz im Dahner Felsenland, das zum Wasgau gehört, der vom Südteil des Pfälzerwalds gebildet wird. Der Berg ist vollständig bewaldet. Am Gipfel befindet sich ein etwa 32 Meter hoher markanter Buntsandsteinfelsen.

## Lage
Der Berg liegt nur einen Kilometer westlich von Darstein bzw. nördlich von Oberschlettenbach, befindet sich aber größtenteils auf der Gemarkung der Gemeinde Schwanheim; die Südflanke gehört zu Oberschlettenbach. Nach Norden fällt der Berg in das Bodmertal ab, dessen Bach sich nördlich von Darstein in den Rimbach entwässert. Im Osten befindet sich mit dem Kochelstein eine weitere Felsformation. Zwischen beiden Felsformationen liegt die Quelle des Rimbachs. Südöstlich befindet sich das Quelltal der Erlenbachs. Westlich des Berges erhebt sich ein langgezogener Bergkamm, der vom Weimersberg (378,1 m) bei Hauenstein im Norden in südlicher Richtung mit den Bergen Soldatenkopf (364,3 m), Hülsenberg (447,2 m), Hühnerstein 455,7 m, Hahnenstein (468,3 m) und Wolfshorn (476,7 m) zum Heßlerberg (458 m) bei Oberschlettenbach verläuft. Östlich des Berges kann somit eine Wasserscheide zwischen den Zuflüssen zur Wieslauter und zur Queich verortet werden.

## Zugang, Wandern und Klettern
Der Berg liegt im Wandergebiet Dahner Felsenland und ist über Wanderwege gut erschlossen. Der kürzeste Zugang kann von Wanderparkplätzen in Darstein oder Oberschlettenbach erfolgen. Um den Berg führen ein markierter Wanderweg des Pfälzerwald-Vereins  und lokale, als Premiumwanderwege zertifizierte Rundwege, wie der Rimbach-Steig und der Wasgaufelsenweg. Der Felsen selbst ist nur Sportkletterern zugänglich. Am Felsen gibt es 28 Kletterrouten mit den UIAA-Schwierigkeitsstufen III bis VII. Die durchschnittliche Felshöhe beträgt 16 Meter. Eine nahe gelegene bewirtschaftete Wanderhütte der Pfälzerwald-Vereins ist die Wasgauhütte.